# زيزان دورية
الزيزان الدورية (الاسم العلمي: Magicicada)، جنس حشرات من رتبة نصفيات الأجنحة وفصيلة الزيزية.
هي نوع من الحشرات غريبة الشأن لأنها تظهر بعد أزمنة طويلة وبصفة دورية -  بالطبع بالنسبة للتناسل ، وجيل من بعد جيل. ظهور تلك الحشرات جماعة وفجأة بعد بقائها في الأرض مدة 17 سنة للنضج، يسمى ذلك الحدث في الولايات المتحدة «الحدث الكبير». بعدما تتطور تلك اليرقات في باطن الأرض مدة 17 سنة تخرج الحشرات الناضجة في تجمع كبير في وقت واحد. تتطور حشرات زيزان الدورية ويحدث الجماع بين الذكور والإناث، ثم وضع البيض ثم يموتون بعد ذلك خلال عدة أسابيع قليلة فقط. يعيشون في شرق  ووسط الولايات المتحدة الأمريكية. 
تظهر تلك الحشرات في تجمعات بالغة الضخامة ولهم أزيز عالي جدا حتى أن صوت تجمعهم قد يصل إلى 90 ديسيبل أو أكثر حيث يتعرف الذكور على الإناث ويتم جماعهم. ضخامة الجمع وموتهم خلال بضعة أسابيع جعلت البلديات في الولايات المتحدة تضع حاويات عند نهاية شهر يونيو لتجميع أشلائم مكتوب عليها «للزيزان الدورية فقط»، بغرض إطعام الحيوانات في حدائق الحيوان بتلك الزيزان الدورية الميتة ،حيث أن معظم جسمها بروتينات .
من تلك الزيزان الدورية نوعان: نوع يظهر كل 17 سنة ونوع أخر  تبلغ دورته 13 سنة.

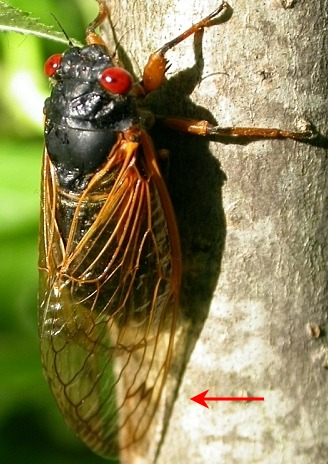
حشرة زيزان الدورية.